# Isocorypha limbata
Isocorypha limbata är en fjärilsart som beskrevs av Walsingham 1914. Isocorypha limbata ingår i släktet Isocorypha och familjen äkta malar. Inga underarter finns listade i Catalogue of Life.